# Army of the Pharaohs
Army of the Pharaohs — американський хіп-хоп гурт з Філадельфії.
Первинний склад Army of the Pharaohs було утворено Jedi Mind Tricks наприкінці 90-их років і включав п'ять МС: Vinnie Paz, Chief Kamachi, Esoteric, Virtuoso й Bahamadia. У цьому складі гурт випустив сингл під назвою The 5 Perfect Exertions EP, а потім розпався. У 2005 році Paz збирає разом Esoteric і Kamachi, а також ще кількох нових учасників й у підсумку вони випускають 2006 року новий альбом під назвою The Torture Papers. З самого початку Paz мав намір зібрати в одному гурті найгучніші імена east-coast андеграунд сцени, щось на кшталт Wu-Tang Clan.
Більшу частину продюсування альбому взяли на себе 7L зі своїми компаньйонами й Shuko — біт-мейкер німецької Андеграундної сцени.
Також можна зустріти бутлеґ під назвою The Bonus Papers — це пряме продовження альбому, в якому містяться композиції, що не увійшли до альбому.